# Großkissendorf

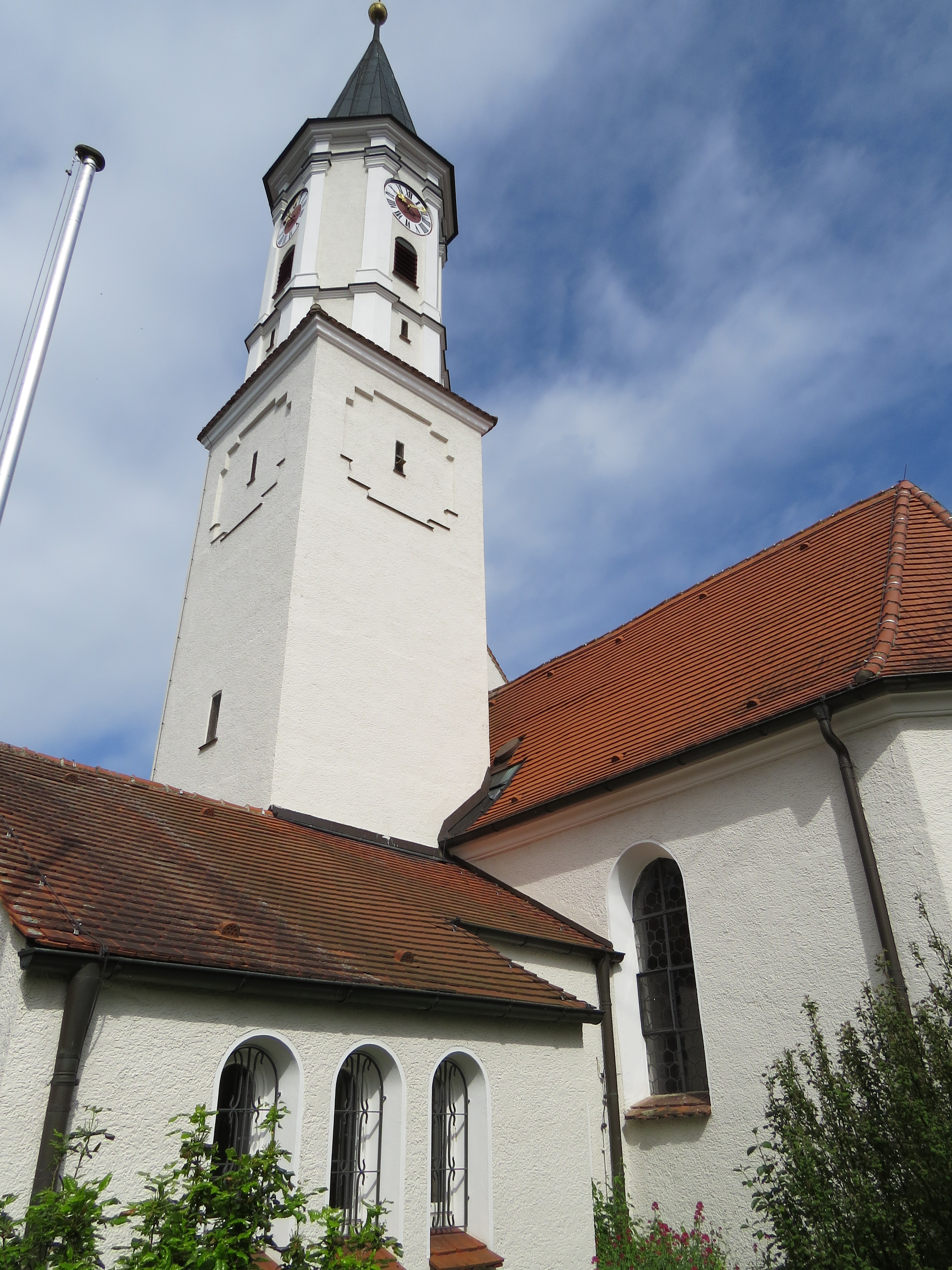
Kirche St. Mauritius

Großkissendorf ist ein Gemeindeteil von Bibertal im schwäbischen Landkreis Günzburg in Bayern. Anlässlich der bayerischen Gebietsreform wurde zum 1. Mai 1978 die ehemals selbständige Gemeinde Kissendorf (am 1. April 1971 durch Fusion von Großkissendorf und Kleinkissendorf entstanden) zusammen mit anderen Gemeinden zur Einheitsgemeinde Bibertal zusammengeschlossen.

## Lage
Das Pfarrdorf ist über die Staatsstraße 2032 und die Staatsstraße 2020 zu erreichen.

## Sehenswürdigkeiten
Siehe auch: Liste der Baudenkmäler in Bibertal#Großkissendorf
- Katholische Pfarrkirche St. Mauritius, erbaut im 19. Jahrhundert